# Farr West (Utah)
Farr West es una ciudad del condado de Weber, estado de Utah, Estados Unidos. Según el censo de 2000 la población era de 3.094 habitantes.

## Geografía
Farr West se encuentra en las coordenadas 41°17′35″N 112°1′35″O / 41.29306, -112.02639.
Según la oficina del censo de Estados Unidos, la ciudad tiene una superficie total de 15,1 km². No tiene superficie cubierta de agua.

## Historia
Fue fundada originalmente en 1856 en la condado de Weber como parte de Harrisville. En 1890 la sala Harrisville Mormón fue redesignada como Farr West Ward en honor de Lorrin Farr y Chauncy W. West, dos personalidades importantes para la actividad de la iglesia en la región. Fue inforporado en ciudad en 1980.
Entre los productos que se obtiene de la agricultura de Farr West están el azúcar y el maíz.

## Demografía
Según el censo de 2000, había 3.094 habitantes, 1.034 casas y 822 familias residían en la ciudad. La densidad de población era 204,6 habitantes/km². Había 1.088 unidades de alojamiento con una densidad media de 71,9 unidades/km².
La máscara racial de la ciudad era 97,09% blanco, 0,23% afroamericano, 0,39% indio americano, 0,58% asiático, 0,87% de otras razas y 0,84% de dos o más razas. Los hispanos o latinos de cualquier raza eran el 2,78% de la población.
Había 1.034 casas, de las cuales el 40,3% tenía niños menores de 18 años, el 70,3% eran matrimonios, el 6,7% tenía un cabeza de familia femenino sin marido, y el 20,5% no eran familia. El 19,2% de todas las casas tenían un único residente y el 10,5% tenía sólo residentes mayores de 65 años. El promedio de habitantes por hogar era de 2,99 y el tamaño medio de familia era de 3,46.
El 31,7% de los residentes era menor de 18 años, el 9,0% tenía edades entre los 18 y 24 años, el 24,0% entre los 25 y 44, el 20,8% entre los 45 y 64, y el 14,5% tenía 65 años o más. La media de edad era 36 años. Por cada 100 mujeres había 93,7 hombres. Por cada 100 mujeres de 18 años o más, había 89,9 hombres.
El ingreso medio por casa en la ciudad era de 41.618$, y el ingreso medio para una familia era de 48.276$. Los hombres tenían un ingreso medio de 43.094$ contra 25.871$ de las mujeres. Los ingresos per cápita para la ciudad eran de 17.411$. Aproximadamente el 2,0% de las familias y el 2,5% de la población estaban por debajo del nivel de pobreza, incluyendo a ningún menor de 18 años y al 7,8% de mayores de 65.
- Datos: Q482381
- Multimedia: Farr West, Utah / Q482381

1. ↑  Zip Data Maps, código ZIP n.º 84404.